# Nectria cinnabarina
Nectria cinnabarina é um patógeno vegetal que causa antracnose em árvores de folhas largas. Esta doença é polícíclica e infecta árvores nas regiões temperadas frias do Hemisfério Norte. A N. cinnabarina é tipicamente saprófita, mas atua como um parasita fraco se houver oportunidade através de ferimentos na árvore ou outros estresses que enfraquecem a defesa da árvore contra a doença. Um estudo publicado em 2011 mostrou que este complexo consiste em pelo menos 4 espécies distintas. Há apenas algumas maneiras de gerenciar esta doença com técnicas como higienização e poda de galhos que apresentam antracnose. N. cinnabarina não é um problema tão significativo quanto outras espécies de Nectria, algumas das quais são os patógenos mais importantes que infectam árvores de madeira dura.

## Hospedeiros e sintomas
Nectria cinnabarina é um patógeno fraco de árvores de folhas largas. Embora as árvores do gênero Fagus seja as principais hospedeiras, o parasita também pode afetar árvores dos gêneros Aesculus e Carpinus. Este patógeno geralmente afeta árvores que já foram enfraquecidas por fatores estressantes, como seca ou infestação fúngica. Danos físicos também podem tornar a árvore suscetível ao patógeno. O patógeno forma massas fúngicas rosadas (indicativas de sua fase sexual) na parte externa da madeira morta, que se tornam vermelho-acastanhadas e endurecem. As massas geralmente têm de 1 a 4 mm de comprimento. Outros sintomas incluem a morte de galhos pequenos e necrose de ramos. A casca infectada torna-se fraca e tende a quebrar em ventos fortes. O patógeno prospera em madeira morta e esporos transportados pelo ar infectam árvores e arbustos vivos através de ferimentos. Como é causado por um fungo fraco, o isolamento do patógeno de tecido doente e uma análise de propriedades fúngicas, como esporulação induzida ou observação microscópica de septos nas hifas, podem auxiliar no diagnóstico. Além disso, muitos estudos de fungos em meios de cultura envolvem a formação de zonação hifal concêntrica ou anéis de esporulação à medida que a colônia se desenvolve. Essa zonação é geralmente atribuída a mudanças ambientais. O ritmo de esporulação da N. cinnabarina é expresso por anéis ou espirais concêntricos e depende da temperatura.

## Ciclo da doença
Tipicamente, N. cinnabarina cresce como saprófita em madeira morta. Se uma planta é ferida, o patógeno torna-se um parasita fraco e oportunista, infectando plantas suscetíveis. O ciclo de vida complexo de N. cinnabarina é caracterizado como polícíclico, pois é capaz de realizar vários ciclos de infecção. Durante a primavera ou início do verão, formam-se estruturas produtoras de esporos rosa-coral ou vermelho-purpúreo claro. Estas envelhecem para bronzeado ou marrom. Esta é a fase sexual, distinguida pelas estruturas rosadas mencionadas, que são ascocarpos resistentes que produzem esporos sexuais. Como N. cinnabarina possui anamorfo esporodoquial, os ascocarpos se formam dentro do esporodóquio. No verão e outono, estruturas frutíferas laranja-avermelhadas são produzidas; eventualmente, essas estruturas amadurecem para vermelho-escuro e podem sobreviver ao inverno. Esta é a fase assexual, caracterizada por conídios esponjosos, distinguíveis pelas massas duras vermelho-escuras na casca. Ambas as estruturas liberam esporos que podem ser dispersos pela água e invadir tecidos suscetíveis.

## Ambiente
Nectria cinnabarina é comum nas regiões temperadas frias do Hemisfério Norte. É amplamente distribuída no Reino Unido e em partes da Europa continental, geralmente onde há hospedeiros para o patógeno. O fungo entra na planta por ferimentos causados por poda inadequada, danos por tempestades ou outros tipos de danos mecânicos. A infecção ocorre tipicamente nesses ferimentos quando há excesso de água e a temperatura está acima de zero. A infecção é mais comum na primavera e no outono.

## Gerenciamento
Há apenas algumas maneiras de gerenciar a doença causada por N. cinnabarina. Uma forma de controlar a disseminação desse fungo é realizar a poda de galhos de árvores que apresentam antracnose. N. cinnabarina é saprófita e reside principalmente em e sobre tecido morto, mas, à medida que o fungo progride, ele invade tecido vivo e causa mais doenças. Podar as áreas para que não reste tecido morto é importante, pois isso remove as áreas onde o fungo está se espalhando do tecido morto para o vivo.
Outra medida de controle importante é garantir que todas as ferramentas de poda sejam higienizadas. Isso evitará a disseminação do fungo de galhos infectados para galhos saudáveis. A poda deve ser feita durante períodos secos para evitar a possibilidade de criar um ferimento na árvore enquanto o fungo está esporulando. N. cinnabarina é um parasita fraco e oportunista que afeta principalmente árvores estressadas. Escolher espécies de árvores que crescem bem nas condições ambientais da área é uma boa maneira de mantê-las sem estresse.
Estresse por seca, poda de raízes e transplante de árvores são todos fatores que podem causar suscetibilidade à infecção por este fungo e esses processos devem ser geralmente evitados se houver suspeita da presença do fungo. Manter as árvores sem estresse é importante porque a defesa natural das árvores é formar antracnoses ao redor das áreas infectadas, que contêm o fungo e o impedem de se espalhar. No entanto, árvores estressadas têm uma resposta de antracnose mais lenta, o que permite que o fungo prolifere e se espalhe para outras áreas da árvore, podendo eventualmente levar à morte da árvore.

## Importância
O patógeno foi descrito pela primeira vez em 1791, quando o micologista e teólogo alemão Heinrich Julius Tode descreveu este fungo sob o nome científico Sphaeria cinnabarina. Esse nome foi alterado quando o micologista sueco Elias Magnus Fries transferiu a espécie para o gênero Nectria em 1849. Assim nasceu o nome científico atualmente adotado, N. cinnabarina. Segundo o artigo “The Range and Importance of Nectria Canker on hardwoods in the NorthEast” de D.S. Welch, um dos patógenos mais importantes para afetar árvores de madeira dura é o gênero Nectria, ou antracnose de Nectria causado por espécies de Nectria. A antracnose de Nectria é uma infecção fúngica do córtex e câmbio que se espalha lentamente ao longo dos anos. N. cinnabarina não é um problema tão significativo quanto outras espécies de Nectria, algumas das quais são as mais importantes para infectar árvores de madeira dura.

## Patogênese
Nectria cinnabarina é tipicamente saprófita, mas atua como um parasita fraco se houver oportunidade através de ferimentos na árvore ou outros estresses que enfraquecem a defesa da árvore contra a doença. Quando uma árvore está estressada, ela tem uma resposta mais lenta à infecção por N. cinnabarina, o que permite que o fungo continue se espalhando pela árvore e cause mais infecções. N. cinnabarina geralmente invade primeiro tecido morto e depois se espalha para tecido vivo através de hifas que crescem pelo xilema. Isso causa morte de galhos e permite maior colonização pelo fungo. Também é possível que os esporos do patógeno infectem tecido vivo através das lenticelas, mas isso geralmente ocorre apenas em plantas estressadas.